# Cymbalaria aequitriloba
Cymbalaria aequitriloba är en grobladsväxtart. Cymbalaria aequitriloba ingår i släktet murrevor, och familjen grobladsväxter.

## Underarter
Arten delas in i följande underarter:
- C. a. aequitriloba
- C. a. fragilis